# Танъгмун (станция метро)
«Танъгмун» (кор. 쌍문역) — подземная станция Сеульского метро на Четвёртой линии. Она представлена двумя боковыми платформами. Имеет 4 выхода. Станция обслуживается транспортной корпорацией Сеул Метро. Расположена в квартале Чан-дон (659-12 Bonji, Chang 1-dong) района Тобонгу города Сеул (Республика Корея). На станции установлены платформенные раздвижные двери.
Пассажиропоток — 65 642 (на январь-декабрь 2012 года).
Станция была открыта 20 апреля 1985 года.
Открытие станции было совмещено с открытием первой очереди Четвёртой линии — участка Санъге—Университет Хансун длиной 11,8 км и еще 9 станцийː Санъге (410), Новон, Чандон, Сую, Миа, Миасагори, Кирым, Женский университет Сонсин и Университет Хансон (419).